# Cobresia coninux
Cobresia coninux là một loài thực vật có hoa trong họ Cói. Loài này được F.T. Wang & T. Tang mô tả khoa học đầu tiên năm 1951.